# Ɯ

Ɯ, ɯ는 로마자의 하나로, m을 상하로 뒤집은 모습을 하고 있다.
이것은 국제음성기호에서 후설 비원순 고모음의 기호로 쓰이며, 좡어에서는 1957년~1986년의 기간 동안 동일 소리를 내는 알파벳으로 쓰였다. (현 W로 대체됨)
그리고 키릴 문자 Ш의 이탤릭체는 이 문자와 비슷하다.